# Championnat du monde féminin de curling 1997
Navigation
Édition précédente Édition suivante
Le Championnat du monde féminin de curling 1997, dix-neuvième édition du championnat du monde féminin de curling, a eu lieu du 12 au 20 avril 1997 à Berne, au Canada. Il est remporté par le Canada.